# Spilogona coenosides
Spilogona coenosides este o specie de muște din genul Spilogona, familia Muscidae, descrisă de Fritz Isidore van Emden în anul 1948.
Este endemică în Etiopia. Conform Catalogue of Life specia Spilogona coenosides nu are subspecii cunoscute.